# Distrito de Beroroha
Beroroha es un distrito de la región de Atsimo-Andrefana, en la isla de Madagascar, con una población estimada en julio de 2014 de 46 948 habitantes.
Se encuentra ubicado al suroeste de la isla, cerca de los parques nacionales Zombitse-Vohibasia, Tsimanampetsotsa y Kirindy Mitea.